# Keficho Shekicho
Keficho Shekicho var en zon i Etiopien.   Den låg i regionen Ye Debub Biheroch Bihereseboch na Hizboch, i den sydvästra delen av landet, 400 km sydväst om huvudstaden Addis Abeba.